# Kesse Mary – Irrer Larry
Kesse Mary – Irrer Larry (Alternativtitel: Auf Risiko ist kein Rabatt; Originaltitel: Dirty Mary Crazy Larry) ist ein US-amerikanischer Actionfilm von John Hough aus dem Jahr 1974. Er beruht in Teilen auf dem Kriminalroman Auf Risiko ist kein Rabatt (Originaltitel: The Chase) von Richard Unekis.

## Handlung
Larry ist ein Rennfahrer, der Geld braucht, um die Teilnahme an Autorennen zu finanzieren. Er und sein Mechaniker Deke Sommers nehmen die Familie des Supermarktmanagers George Stanton als Geisel. Daraufhin rauben sie aus dem Laden 150.000 US-Dollar.
Larry trifft auf der Flucht Mary Coombs, mit der er vorher eine Nacht verbrachte und nimmt sie mit. Coombs wurde kurz zuvor aus einem Gefängnis auf Bewährung freigelassen. Larry beleidigt sie ständig als ein leichtes Mädchen.
Die Flüchtigen werden in ihrem 1969er Dodge Charger von Captain Franklin in einem Hubschrauber verfolgt. Franklin kommt dahinter, dass seine Funkgespräche von den mit einem Polizeifunkgerät ausgestatteten Räubern abgehört werden und versucht, sie zu provozieren. Larry will bereits etwas sagen, aber Sommers beruhigt ihn. Stattdessen gibt sich Coombs als eine Polizistin aus und übergibt die falsche Meldung, dass die Räuber festgenommen wurden. Franklin beordert sämtliche Polizeiwagen zum Ort der angeblichen Festnahme und löst die Straßensperren auf.
Die Flüchtigen denken, dass sie bereits entkommen sind und freuen sich. In diesem Augenblick wird das Auto an einem Bahnübergang von einem Zug gerammt und explodiert.

## Kritiken
- "Mäßig spannendes, etwas grobschlächtiges Actionkino mit psychologischem Einschlag." – Lexikon des internationalen Films[1]

- Doug Pratt schrieb im Hollywood Reporter vom 28. Juni 2005, der Film sei im Jahr 1974 ein „großer Hit“ gewesen. Das Publikum verfolge die Handlung wie „angeklebt“ („glued“) wegen der Leistungen der drei Hauptdarsteller.[2]

## Hintergrund
Der Film wurde in verschiedenen Orten in Kalifornien gedreht. Er spielte in den Kinos der USA ca. 28,4 Millionen US-Dollar ein. Der deutsche Kinostart war am 11. Oktober 1974.
Für den Soundtrack nahm Susan Maughan das Stück Time von Bobby Hart und Danny Janssen auf.